# Lista de estações do Trem Urbano de San Juan
Esta é uma lista que inclui todas as estações em funcionamento do Trem Urbano de San Juan.

## Estações
| Nome            | Inauguração            | Município | Posição     | Latitude      | Longitude     |
| --------------- | ---------------------- | --------- | ----------- | ------------- | ------------- |
| Sagrado Corazón | 17 de dezembro de 2004 | San Juan  | Elevada     | 18° 26' 10" N | 66° 03' 37" O |
| Hato Rey        | 17 de dezembro de 2004 | San Juan  | Elevada     | 18° 25' 45" N | 66° 03' 36" O |
| Roosevelt       | 17 de dezembro de 2004 | San Juan  | Elevada     | 18° 25' 23" N | 66° 03' 31" O |
| Domenech        | 17 de dezembro de 2004 | San Juan  | Elevada     | 18° 24' 55" N | 66° 03' 23" O |
| Piñero          | 17 de dezembro de 2004 | San Juan  | Elevada     | 18° 24' 37" N | 66° 03' 19" O |
| Universidad     | 17 de dezembro de 2004 | San Juan  | Subterrânea | 18° 24' 17" N | 66° 03' 06" O |
| Río Piedras     | 17 de dezembro de 2004 | San Juan  | Subterrânea | 18° 24' 00" N | 66° 03' 07" O |
| Cupey           | 17 de dezembro de 2004 | San Juan  | Elevada     | 18° 23' 26" N | 66° 03' 46" O |
| Centro Médico   | 17 de dezembro de 2004 | San Juan  | Superfície  | 18° 23' 27" N | 66° 04' 29" O |
| San Francisco   | 17 de dezembro de 2004 | San Juan  | Elevada     | 18° 23' 26" N | 66° 04' 57" O |
| Las Lomas       | 17 de dezembro de 2004 | San Juan  | Elevada     | 18° 23' 26" N | 66° 05' 37" O |
| Martínez Nadal  | 17 de dezembro de 2004 | San Juan  | Superfície  | 18° 23' 28" N | 66° 06' 06" O |
| Torrimar        | 17 de dezembro de 2004 | Guaynabo  | Superfície  | 18° 23' 30" N | 66° 07' 07" O |
| Jardines        | 17 de dezembro de 2004 | Bayamón   | Superfície  | 18° 23' 30" N | 66° 07' 40" O |
| Deportivo       | 17 de dezembro de 2004 | Bayamón   | Elevada     | 18° 23' 39" N | 66° 08' 58" O |
| Bayamón         | 17 de dezembro de 2004 | Bayamón   | Elevada     | 18° 24' 00" N | 66° 09' 13" O |